# 夜来香
「夜来香」（イェライシャン）は、李香蘭（山口淑子）が歌ったヒット曲である。

## 概要
もとは中国の歌謡曲で、1944年（中華民国33年）に、満洲映画協会のスターであった李香蘭（山口淑子）の歌唱により上海の百代唱片公司から発売された。作詞（原詞）・作曲：黎錦光。「夜来香」とは、甘い香りを持つ花をつけるキョウチクトウ科（旧分類ではガガイモ科）の植物の名である。
李香蘭の名とともに歌は広がり、中国各地で人気を博した。1945年（中華民国34年）6月23日・24日・25日の3日間、李香蘭は上海の大光明大戯院（Grand Theatre）で昼夜2回の演唱会を開き、「夜来香の香りもやがて消える。今の内に楽しみましょう、その香りを」と観客に語りかけた。
やがて新中国（中華人民共和国）建国の後は、中国政府により、聴くことも歌うことも禁止され、また国情とも合わず廃れてしまったものの、何十年もの長い時間を経て解禁され、『何日君再来』などとともに、全世界の中国人に好んで歌われるチャイナ・メロディーの代表曲となっている。特に、鄧麗君（テレサ・テン）は、本曲を中国語と後述の日本語の両方でカバーし、広く親しまれている。
また、作曲家の服部良一はこの曲をもとに『夜来香幻想曲』を作った。

### 日本語版
日本に帰国後、李香蘭から名を改めた山口淑子は、佐伯孝夫による日本語の訳詞（直訳ではなく、内容が少し異なっている）による日本語版セルフカバーを1950年（昭和25年）1月に発表した（ビクターレコード）。当時ビクターに所属していた本田悦久（川上博）が当時の担当プロデューサーに聞いたところによると、この山口淑子の歌唱による日本語版「夜来香」のレコードは約7万枚を販売した。このバージョンは渡辺はま子もカバーしており、1957年（昭和32年）の第8回NHK紅白歌合戦で歌唱している。
また、藤浦洸が日本語訳詞を手掛けたバージョンも存在し、日本コロムビアから胡美芳が歌った作品が発売されている。

## カバー
上記概要で触れたもののほかにも、以下のように複数のアーティスト・歌手によってカバーされている。下記、主なものを挙げる。

### 中国語（標準中国語）版
- 陳芬蘭 - 台湾で発売のアルバム「返国記念集」（1968年）に収録。
- テディ・ロビン・クァン - 香港で発売のアルバム「金縷衣－少年情」（1981年）に収録。
- 崔苔菁 - 台湾で発売のアルバム「紅顏」（1982年）に収録。
- 高勝美 - 台湾で発売のアルバム「懷念老歌1－情景再現－情意綿綿」（1991年）に収録。
- 陶喆 - 台湾で発売のアルバム「I'm OK」（1999年）に独特のアレンジで収録。
- 費玉清 - 台湾で発売のアルバム「何日君再来」（2003年）に収録。
- 王若琳（ジョアンナ・ワン） - 2009年の上海でのライブで歌唱し、2010年にライブアルバムに収録。

### 中国語（広東語）版
広東語版訳詞は4作品があるが、黃霑による訳詞が最も知られている。
- 林子祥 - 黃霑訳詞。本人主演の香港映画『鬼馬智多星』（1981年）の挿入歌として収録。
- 林憶蓮 - 周耀輝作訳詞・金玉谷作編曲、ディック・リー編曲でAメロ部が新たに作詞作曲・改編されたバージョンが、香港で発売のアルバム「野花」「都市心」（1991年）に収録[5]。

### 日本語版
- 青江三奈 - アルバム「影を慕いて」（1972年発売、2008年再発）収録[6]
- 石川さゆり - アルバム「石川さゆり 35周年記念企画アルバム 二十世紀の名曲たち」（2007年発売）収録[7]
- おおたか静流 - アルバム「REPEAT PERFORMANCE」（1992年発売）収録[8]
- 大月みやこ - アルバム「うたごころ」（2001年発売、2021年再発）収録[9]
- 高嶺ふぶき - 宝塚歌劇団OGのカバーアルバム「麗人 REIJIN -Showa Era-」（2015年発売）収録[10]
- 天童よしみ - アルバム「天童節昭和演歌名曲選　第二十集」（1999年発売）収録[11]
- 新沼謙治 - アルバム「名曲カバー傑作撰」（2009年発売）収録[12]
- 夏川りみ - アルバム「歌さがし ～アジアの風～」（2010年発売）収録[13]
- 遊佐未森 - アルバム「檸檬」（1992年発売）収録
- yuma - 「夜来香〜映画「ほとけ」の世界〜」（2001年発売）収録[14]

また、ドラマなどの作中で李香蘭（山口淑子）を演じ、『夜来香』を劇中歌唱してカバーされた例もある。
- 上戸彩 - テレビ東京系列「2夜連続ドラマスペシャル・李香蘭」（2007年放送）
- 昆夏美 - NHK総合テレビ・連続テレビ小説「ブギウギ」（2024年放送）[15]

### その他
- 韓国の女優ムン・グニョン - 2005年の主演映画『ダンサーの純情（댄서의 순정）』で韓国語版を歌唱。
- タイの女性歌手2人組Triumphs Kingdom - 1999年に「ผ้าเช็ดหน้า」（ハンカチーフ）として一部改編し「Twice TK - X'Mas Kingdom Version」に収録[16]。その後2020年にALLY（Achiraya Nitibhon）が同バージョンをカバーしシングル盤を発売[17]。

## 映画
1951年、同曲を主題歌にした同名映画が公開された。

### スタッフ
- 脚本：松浦健郎 、市川崑
- 監督：市川崑
- 音楽：服部良一
- 製作会社：新東宝、昭映プロダクション

### キャスト
- 関三郎：上原謙
- 矢吹秋子：久慈あさみ
- ぎん：利根はる恵
- 小田切利夫：川喜多小六
- 亀山連吉：河村黎吉
- 妹千代：月丘千秋
- 小田切曠介：伊志井寛
- 多見江：本間文子
- 野呂：伊藤雄之助
- 住吉：三原純
- 麗美書館の女将：清川玉枝
- ノンコ：牧由紀子
- スウちゃん：桂雅子